# 尤拉季什基
尤拉季什基（羅馬化：Yuratishki）是白俄羅斯的城鎮，位於伊維耶東北16公里，由格羅德諾州負責管轄，2006年人口1,500。在1921年簽署的里加和約中，該鎮被納入波蘭第二共和國的新格魯代克省管轄範圍。